# 资山水库
资山水库是中国湖北省襄阳市枣阳市境内的一座水库，位于滚河支流艾家河上，建于1980年。水库正常库容为1049万立方米，集雨面积为16平方千米，海拔为153.5米。